# Jaskinia Çukurpinar
Jaskinia Çukurpinar – jaskinia krasowa w południowej Turcji, w górach Taurusu Środkowego, w prowincji Mersin.